# 中村昌秀
中村 昌秀（なかむら まさひで、1967年6月21日 - ）は、東海テレビ放送元アナウンス部長、元アナウンサーで現在群馬県メディア連携推進主監
群馬県太田市出身。青山学院大学卒業。1991年入社。
桂三枝（現:六代目 桂文枝）司会の情報生番組『三枝の情報生テレビ うわさのミミンバ!』 、大塚範一、清水ミチコ、海砂利水魚（現:くりいむしちゅー）出演の情報バラエティ『月曜日が待ち通しい！』などを担当。
2001年〜『東海テレビ スーパーニュース』メインキャスター。2011年〜報道局・解説委員。2013年に解説委員としてニュースキャスターに復帰。2期合わせて11年半にわたって、夕方の顔を務めた。
2015年〜アナウンス部長を務めた後、報道局、社長室へ。2024年4月より群馬県のメディア連携推進主監に転身した。

## 過去の担当番組
- 東海テレビスーパーニュース（2001年10月1日 - 2011年4月1日、2013年4月1日 - 2015年3月）
- 好きですミミンバ!
- 月曜日が待ち遠しい!
- FNNスピーク
- シャッフルキャッスル